# قرنفل متدلي
القرنفل المتدلي (باللاتينية: Dianthus pendulus) نوع نباتي من جنس القرنفل من الفصيلة القرنفلية.

## الموئل والانتشار
موطن هذا النوع بلاد الشام وقبرص.